# Ideoblothrus pugil
Espèce
Synonymes
- Ideobisium pugil Beier, 1964
- Ideobisium pugil robustum Beier, 1966

Ideoblothrus pugil est une espèce de pseudoscorpions de la famille des Syarinidae.

## Distribution
Cette espèce est endémique des Salomon.

## Description
La femelle holotype d'Ideoblothrus pugil pugil mesure 1,55 mm. La femelle holotype d'Ideoblothrus pugil robustus mesure 1,4 mm.

## Liste des sous-espèces
Selon Pseudoscorpions of the World (version 3.0) :
- Ideoblothrus pugil pugil (Beier, 1964)
- Ideoblothrus pugil robustus (Beier, 1966)

## Systématique et taxinomie
Cette espèce a été décrite sous le protonyme Ideobisium pugil par Beier en 1964. Elle est placée dans le genre Ideoblothrus par Muchmore en 1982.

## Publications originales
- Beier, 1964 : Further records of Pseudoscorpionidea from the Solomon Islands. Pacific Insects, vol. 6, no 4, p. 592-598 (texte intégral).
- Beier, 1966 : Die Pseudoscorpioniden der Salomon-Inseln. Annalen des Naturhistorischen Museums in Wien, vol. 69, p. 133-159 (texte intégral).